# CD 핀할노벤세
CD 핀할노벤세(Clube Desportivo Pinhalnovense)는 세투발현 팔멜라의 핀할 노보마을을 연고로 하는 포르투갈 축구단이다. 1948년에 설립된 이 클럽은 현재 AF Setúbal 2ª Divisão에 소속되어 있으며 '산토 호르헤 핀할 노보' 에서 5,000석 규모의 홈 경기를 개최하고 있다.
클럽의 가장 유명한 선수는 은퇴하기 전에 2004–05 시즌을 그곳에서 보냈던 전 포르투갈 국가대표 호르헤 카데테이다.

## 역대 감독
| 감독          | 임기        |
| ------------- | ----------- |
| 파울로 폰세카 | 2009 ~ 2011 |